# Terracina
Terracina er en by i provisen Latina i Italien.
Byen har 42.475 indbyggere og er beliggende ca. 100 km sydøst for Rom.